# Neverwinter Nights 2
Neverwinter Nights 2 (NWN2) és un videojoc de rol desenvolupat per Obsidian Entertainment i publicat el 3 de novembre de 2006 per Atari. És la seqüela de Neverwinter Nights (NWN) de BioWare, un reeixit joc basat en el sistema Dungeons & Dragons. NWN estava basat en les regles de la 3a edició de Dungeons & Dragons, però NWN2 ho estarà en la v3.5 (també coneguda com la 3a edició revisada), excepte alguns canvis per a adaptar-lo a un videojoc en temps real.

## Producció, promoció i publicació
L'original Neverwinter Nights va ser desenvolupat per BioWare. El juliol del 2004 Obsidian Entertainment va anunciar que ells havien començat la producció de la seqüela. Obsidian va ser fundada per membres de la dissolta Black Isle Studios, qui havien treballat amb BioWare en la sèrie Baldur's Gate. Al desembre del 2004 Obsidian va publicar Star Wars: Cavallers de l'Antiga República 2: Els Senyors Sith, seqüela d'altre joc de BioWare. NWN2 s'ha començat a construir fent ús d'una nova versió reescrita i actualitzada del motor Aurora Toolset de NWN, ara anomenat Electron Toolset. BioWare proporciona l'assistència tècnica per al motor.
La seqüela serà només per a Windows, al contrari del seu predecessor que també corre en Linux i Mac OS X.
La publicació estava prevista inicialment en algun dia del 2006. El 12 d'abril de 2006, un portaveu d'Obsidian va dir que la publicació més imminent podria ser al setembre de 2006. Finalment, la web oficial del joc Arxivat 2006-05-07 a Wayback Machine. ho va anunciar per al 20 d'octubre de 2006. De nou, va sofrir un altre retard, considerant-se com última data de publicació el 3 de novembre de 2006. Però, arribat aquest dia, i pel que sembla per un problema de distribució, es va retardar al dia 8, quan es va posar a la venda en la major part d'Espanya, encara que alguns llocs van haver d'esperar fins al dia 9 o 10 per a poder adquirir la versió normal així com alguna de les dues de col·leccionista.
Encara que previst per a l'abril del 2006, el lloc web oficial va ser llançat el 28 de març de 2006, contenint molt poca informació nova.
En les entrevistes que han ofert els desenvolupadors, comenten que han estat molt compromesos amb el seu treball i estan convençuts que la comunitat de jugadors gaudirà del joc. Les primeres captures de pantalla oficials del joc van ser reduïdes imatges en blanc i negre de models simples i van ser publicats en el manual del joc d'ordinador Dragonshard Arxivat 2006-06-28 a Wayback Machine. d'Atari, publicat el setembre del 2005.
Les primeres captures de pantalla a color i a grandària completa van aparèixer en exclusiva en un article del suplement de desembre del 2005 de PC Gamer Magazine, encara que ja circulaven extraoficialment des del 10 d'octubre de 2005. La reacció en aquest moment a aquestes captures de pantalla per la comunitat va ser bastant positiva.
Diverses captures i vídeos de baixa resolució van aparèixer en les setmanes prèvies i durant el Electronic Entertainment Expo de 2006 (I3 2006). El més notable, un tràiler oficial que va ser publicat en el website oficial poc abans de l'esdeveniment.
Al contrari que els vídeos de baixa qualitat que circulen per Internet, el tràiler no mostrava seqüències del joc, sinó la introducció cinemàtica d'aquest.

## Equip de producció
- Feargus Urquhart - CEO (Chief Executive Officer)
- Frank Kowalkowski - Programador en cap
- Josh Sawyer - Dissenyador en cap
- Ferret Baudoin - Dissenyador en cap - Va abandonar al març del 2006 per a entrar a BioWare.
- Tramell Ray Isaac - Artista en cap
- Darren Monohan - Productor

## Característiques
Lo següent és una llista de característiques les quals han estat confirmades o excloses. Aquesta informació ha estat compilada des dels fòrums del lloc web oficial de NWN2.

### General
- Videojoc
  - Molt similar al joc original.
  - Regles de Dungeons & Dragons actualitzades de la v3 a la v3.5.
- Programari específic
  - Només per a Windows.
  - Motor de renderitzat de gràfics completament reescrit (Electron Toolset).
    - Ús de DirectX 9 de Microsoft i Píxel Shader 2.0a, 2.0b i 3.0. Encara que n'hi ha prou amb 2.0 per a jugar bé el joc amb una targeta de vídeo de 128 MB.

### Client
- Interfície
  - Interfície del joc i controls de càmera més flexibles i personalitzables.
    - Les finestres poden escalar-se, personalitzar-se, i arrossegar-se via XML.
    - Les icones de l'inventari són ara de la mateixa grandària.

  - L'original sistema de menú radial ara és reemplaçat per un sistema de menú contextual similar al del jugo Fallout 2
- Suport de grup
  - Suport multi-jugador.
  - El control de grup ha estat millorat amb un control de grup absolut confirmat amb fins a 3 PNJ's (Personatges No Jugadors).
    - El sistema de grup s'ha revisat per a incloure 'companys' millor que 'mercenaris'. Les ordres ara són més fàcils d'implementar.
- Creació de personatge
  - Personalització de personatge millorada.
    - Escalament de personatges i monstres.
    - S'ha aprofundit més en les personalitzacions de l'inventari.

  - Suport per a subraces.
  - Els retrats s'han retirat i reemplaçat amb avatars 3D del jugador, similar a Star Wars: Cavallers de l'Antiga República 2: Els Senyors Sith.
  - Segueixen estant totes les classes base de NWN.
    - S'afegix la classe base Bruixot (Warlock).
    - Es confirma que els personatges poden triar ara fins a 4 classes en comptes de

  - 3. Es mantenen totes les classes de prestigi Arxivat 2006-05-07 a Wayback Machine. de NWN (excepte el Canviant que ha estat retirat).
    - Afegit el Bribó Arcà.
    - Confirmat Campió de Torm renomenat com Campió Diví.

  - Sortilegis d'alt nivell com Detenir el Temps no seran inclosos.
  - Els personatges poden desenvolupar-se fins al nivell 20
- Habilitats
  - S'ha implementat un sistema de fabricació d'objectes més complet usant les habilitats apropiades.
    - La personalització visual d'armes i armadures pot fer-se només quan l'objecte s'hagi creat.

### Eina de creació
- Deixa d'anomenar-se Aurora Toolset. El seu nou nom és Electron Toolset.
- Completament reescrito en C#.
- Millorat per a permetre l'obertura de múltiples finestres simultaneamente.
- Permet dissenyar mòduls particulars i distribuir-los a uns altres o allotjar-los en Internet per a jugar online.
- Els diàlegs i els scripts de NWNScript podran importar-se de Neverwinter Nights.
- L'ús de heightmap substituïx ara als conjunts de rajoles (tilesets) en les àrees exteriors.
- Es fa ús del programari SpeedTree per a la generació de vegetació.